# تشارلز كاميرون
تشارلز كاميرون (بالإنجليزية: Charles Cameron) (و. 1745 – 1812 م) هو مهندس معماري إسكتلندي، ولد في لندن، توفي في سانت بطرسبرغ، عن عمر يناهز 67 عاماً.

## روابط خارجية
- تشارلز كاميرون على موقع الموسوعة البريطانية (الإنجليزية)